# 소피아 릴리스
소피아 릴리스(Sophia Lillis, 2002년 2월 13일 ~ )는 미국의 배우이다. 2017년 영화 《그것》의 베벌리 마시 역으로 가장 잘 알려져 있으며 넷플릭스의 《아이 엠 낫 오케이》(2020년)에 십대 초능력 소녀 역으로, HBO의 심리 스릴러 미니시리즈 《몸을 긋는 소녀》(2018년)에 에이미 애덤스의 어린 시절 역할로 출연했다.

## 경력

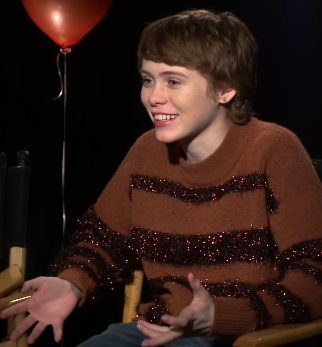
소피아 릴리스 (2018년)

소피아 릴리스는 2016년 《37》이란 영화로 데뷔했다. 그 이전에는 줄리 테이머가 제작한 세익스피어의 《한여름 밤의 꿈》 연극에 작은 역으로 출연했었다.
2017년, 스티븐 킹의 소설을 각색한 공포영화 《그것》에 주연 중 하나인 베벌리 마쉬 역으로 출연하면서 이름을 알리기 시작했다. 앤디 무스키에티 감독에 제이든 마텔, 핀 울프하드, 와이엇 올레프, 빌 스카르스고르드, 잭 딜런 그레이저, 제러미 레이 테일러, 초즌 제이컵스와 함께 출연했다. 그리고 같은 해 시아의 뮤직 비디오 "Santa's Coming for Us"에 크리스틴 벨과 댁스 셰퍼드의 딸 중 하나로 나왔다.
2018년 HBO의 텔레비전 미니시리즈 《몸을 긋는 소녀》에 에이미 애덤스의 어린 시절 역할로 나왔고 2019년에는 워너 브라더스에서 만든 《낸시 드류 앤드 더 히든 스테어케이스》에 십대 탐정 역으로 출연했다. 영화 자체는 평이 엇갈렸으나 릴리스의 연기에는 모두 찬사를 보냈다. 그리고 같은 해 《그것: 두 번째 이야기》에 베벌리 마쉬 역으로 이어서 출연했다.
2020년 릴리스는 독일 동화를 영화화한 《그레텔과 헨젤》에 그레텔 역으로 출연했는데 500만 달러 예산에 2,200만 달러의 수익을 올렸고 대체적으로 긍정적인 평가를 받았다. 평론가들의 대부분이 연기와 예술적인 촬영을 호평했다. 그리고 넷플릭스 오리지널 시리즈인 《아이 엠 낫 오케이》에서 주연을 맡았다. 같은 해 《트루 블러드》와 《식스 핏 언더》를 만든 앨런 볼의 독립영화 《엉클 프랭크》에 출연했고 2020년 11월에 아마존 프라임을 통해 개봉되었다.
2023년 《던전 앤 드래곤: 도적들의 명예》에 이어 스칼렛 조핸슨, 빌 머리, 톰 행크스 등과 함께 웨스 앤더슨 감독 영화 《애스터로이드 시티》에 출연했다.
릴리스는 나오미 왓츠와 함께 《버닝 시즌》을 찍을 예정이며 《Before I Sleep》에도 출연한다.

## 출연 작품

### 영화
- 그것 (2017) - 베벌리 마스 역
- 그것: 두 번째 이야기 (2019) - 어린 베벌리 마스 역
- 낸시 드류 앤드 더 히든 스테어케이스 (2019)
- 엉클 프랭크 (2019) - 베쓰 블래드소 역
- 그레텔과 헨젤 (2020) - 그레텔 역
- 던전 앤 드래곤: 도적들의 명예 (2023) - 도릭 역
- 애스터로이드 시티 (2023) - 셀리 보든 역

### 텔레비전
- 몸을 긋는 소녀 (2018)
- 아이 엠 낫 오케이 (2020)

### 뮤직비디오
- 더 워 온 드럭스 - "Nothing to Find" (2017)
- 시아 - "Santa's Coming for Us" (2017)